# PZL
PZL (tidigare Mielec) är en polsk flygplan- och helikoptertillverkare som bland annat har tillverkat sovjetiska och senare ryska flygfarkoster, bland annat helikoptern Mil-2 på licens.
Under mellankrigstiden konstruerade företaget även ett större sortiment av diverse stridsflygplan för export och inhemsk användning.

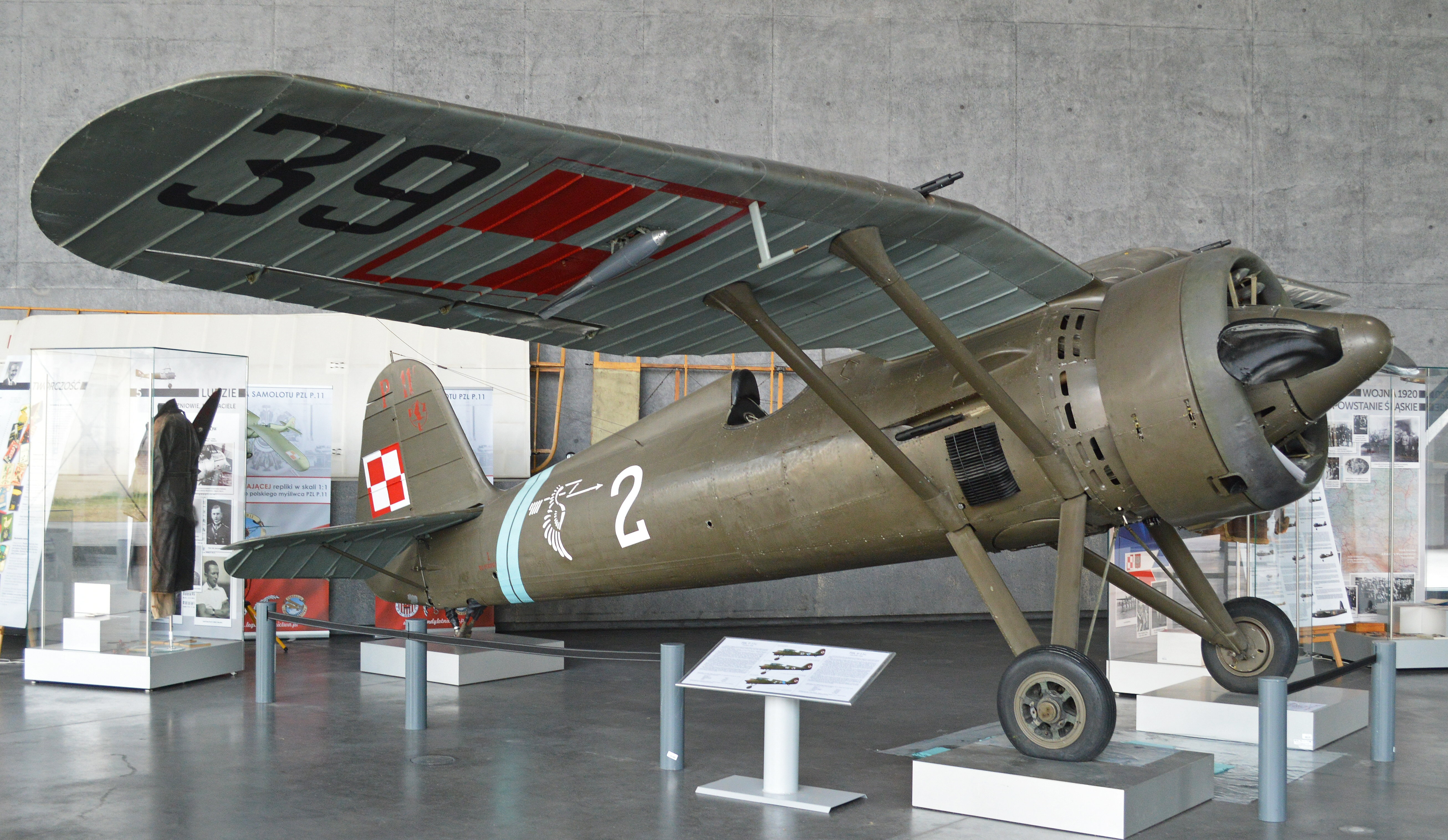
PZL.11: inhemskt jaktflygplan.
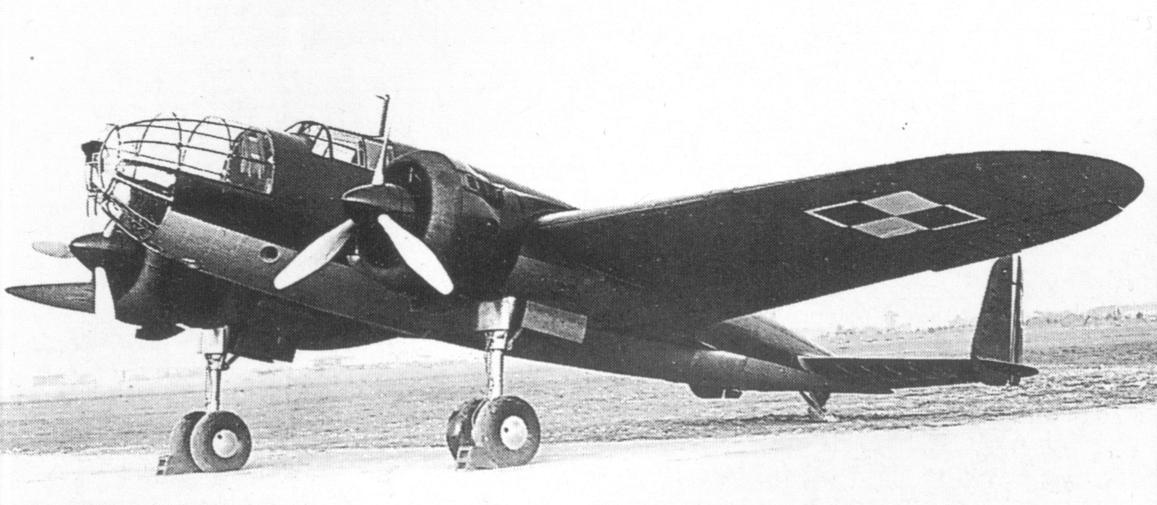
PZL.37: inhemskt bombflygplan.
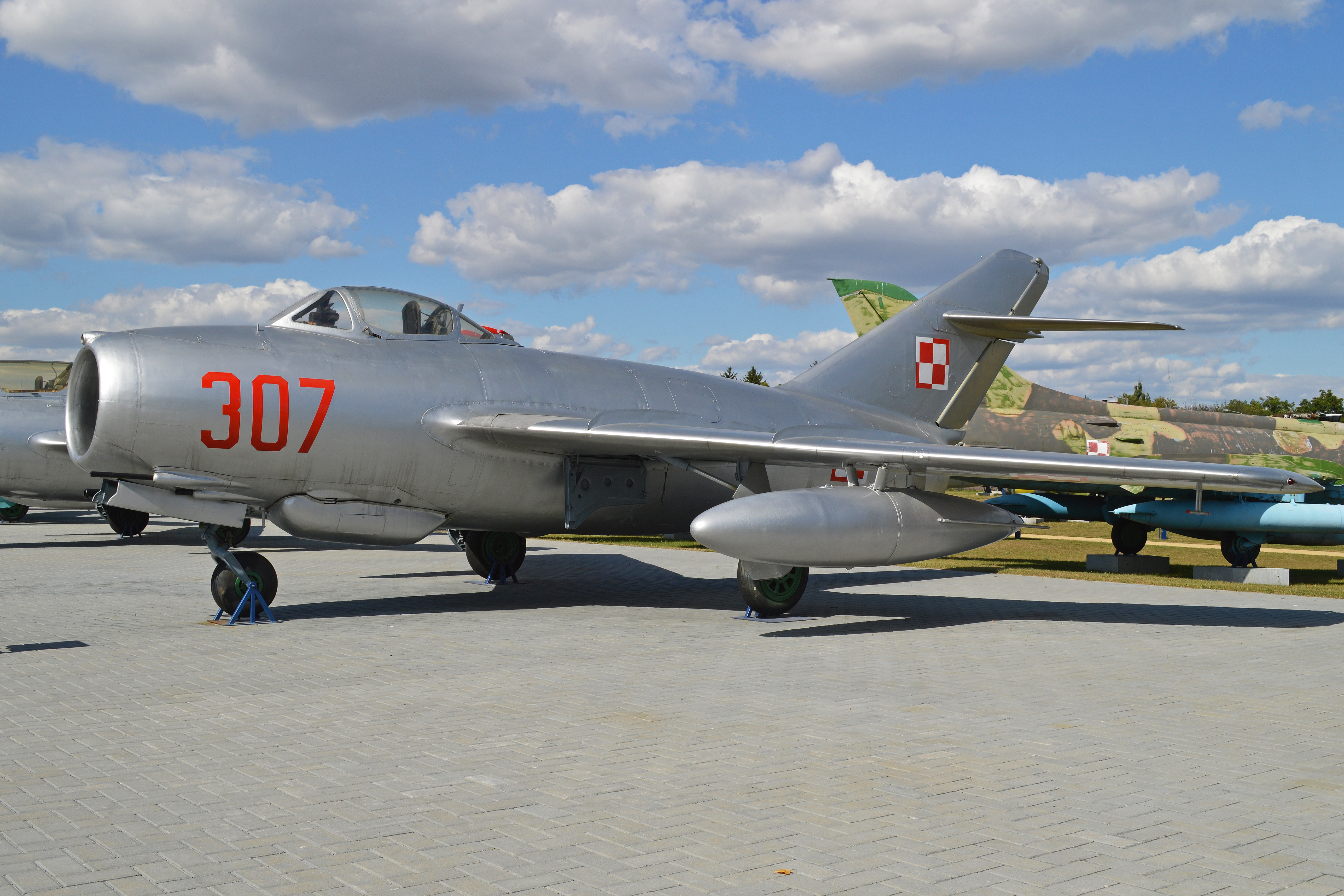
PZL Lim-2: licensbyggd MiG-15bis.
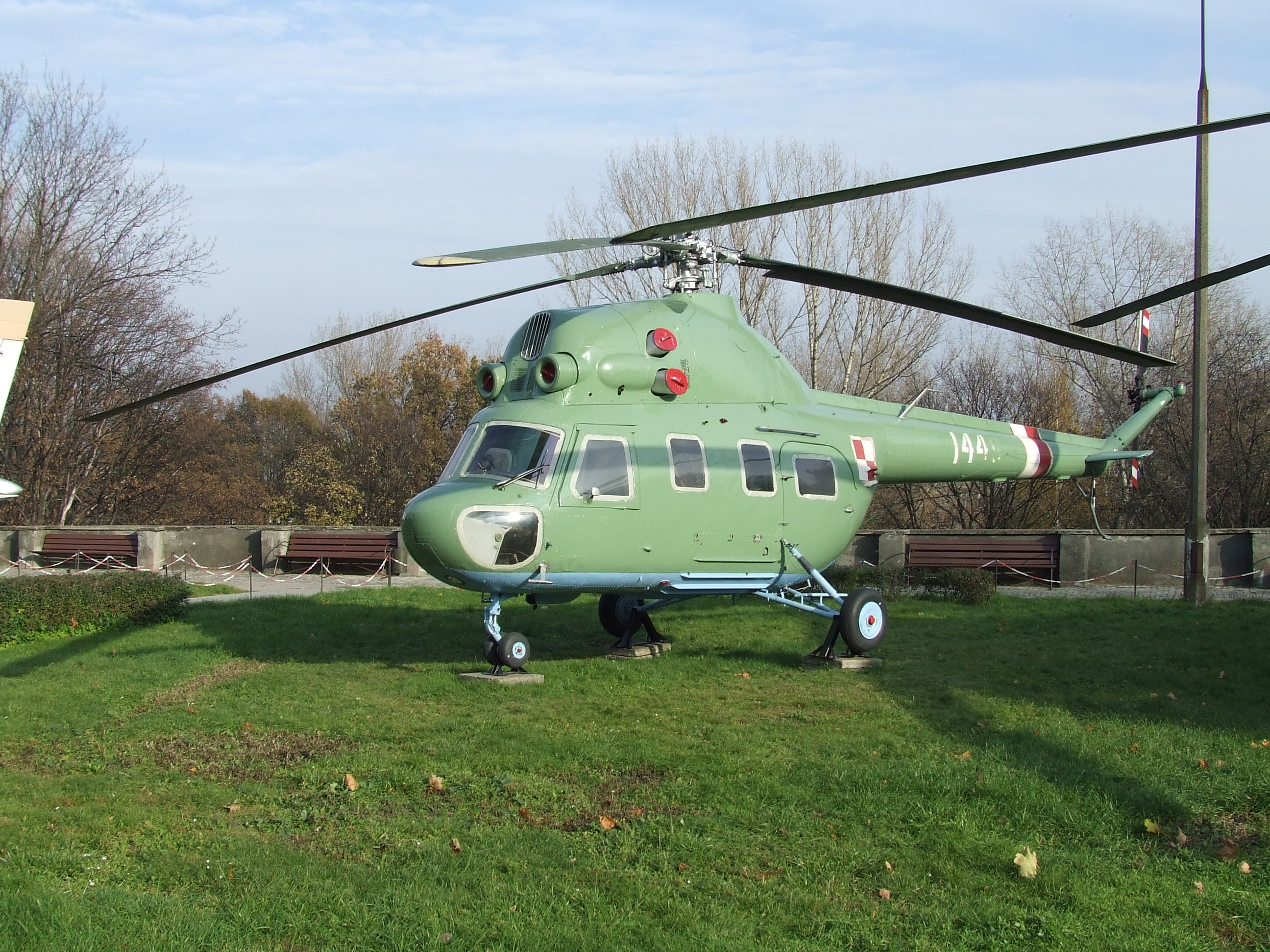
PZL Mi-2P: licensbyggd Mil-2.
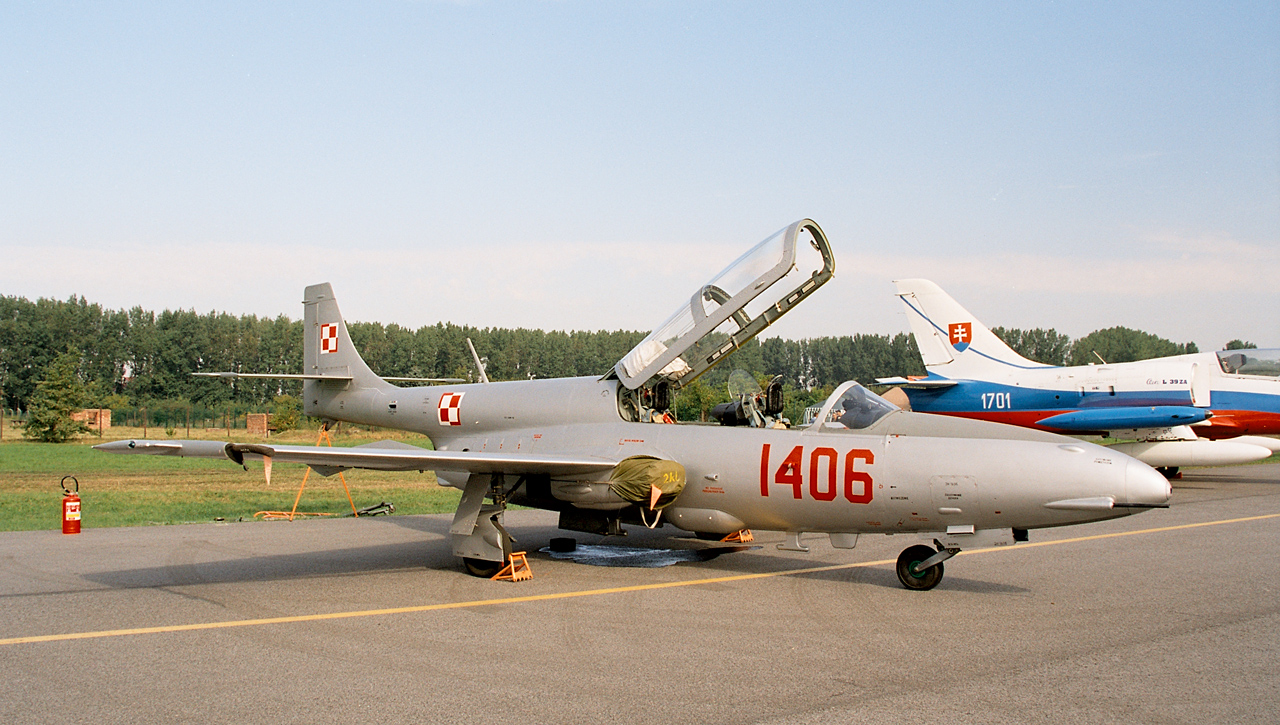
PZL TS-11 Iskra: inhemskt skolflygplan.